# Amblyscirtes vialis
The Common Roadside Skipper (Amblyscirtes vialis) là một loài bướm ngày thuộc họ Hesperiidae. Nó được tìm thấy ở British Columbia phía đông across miền nam Canada to Maine và Nova Scotia, phía nam đến central California, miền bắc New Mexico, Texas, the Gulf states và miền bắc Florida.
Sải cánh dài 22–32 mm. Con trưởng thành bay từ tháng 3 đến tháng 7. Có một lứa một năm và a partial second generation up đến tháng 9 in the south.
Ấu trùng ăn nhiều loại cỏ bao gồm wild oats Avena, Agrostis, Poa, Cynodon dactylon và Chasmanthium latifolia. Adults feed on flower nectar, they prefer low-growing blue flowers bao gồm verbena và selfheal..